# Stirling’s Motor Carriages

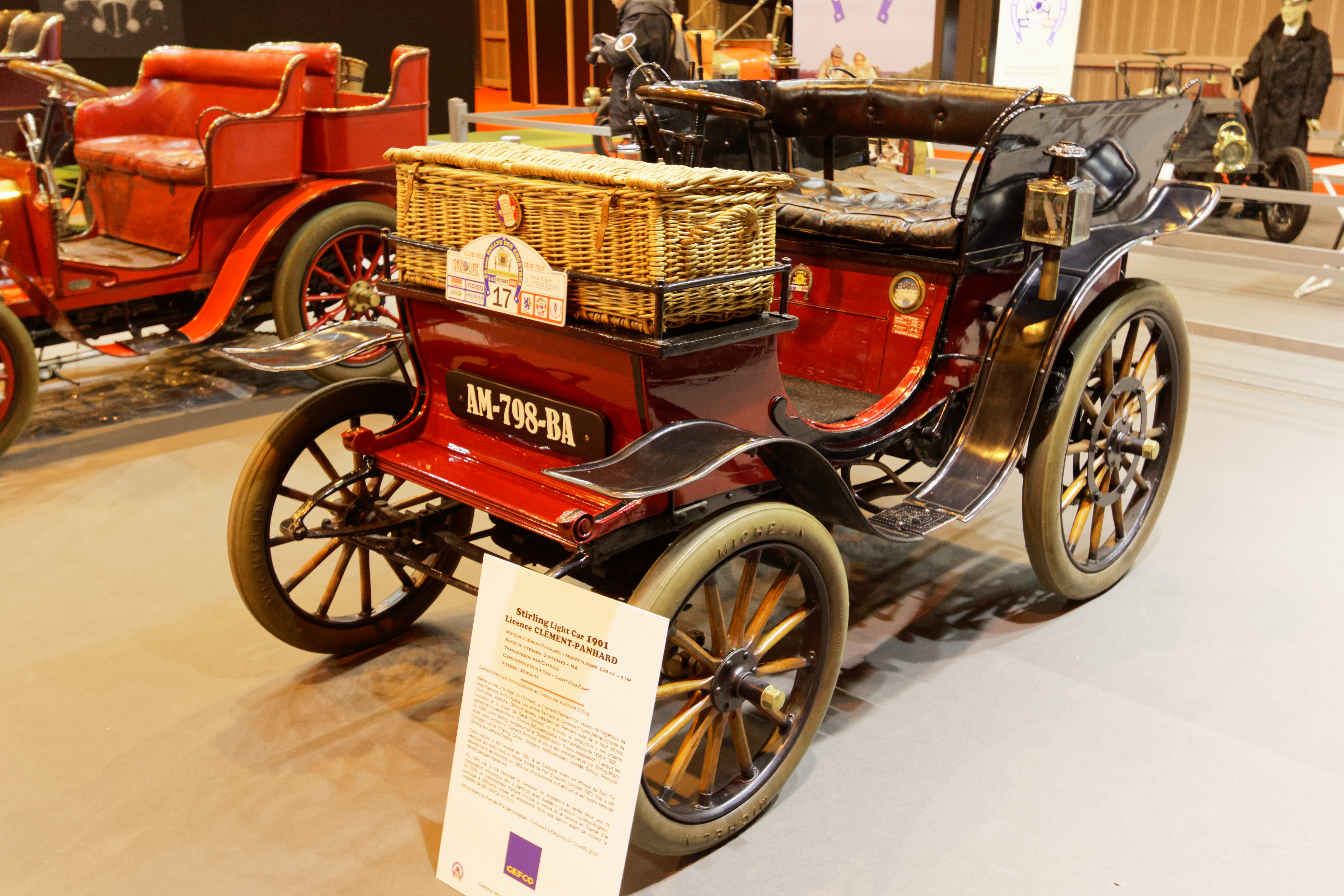
Stirling von 1901

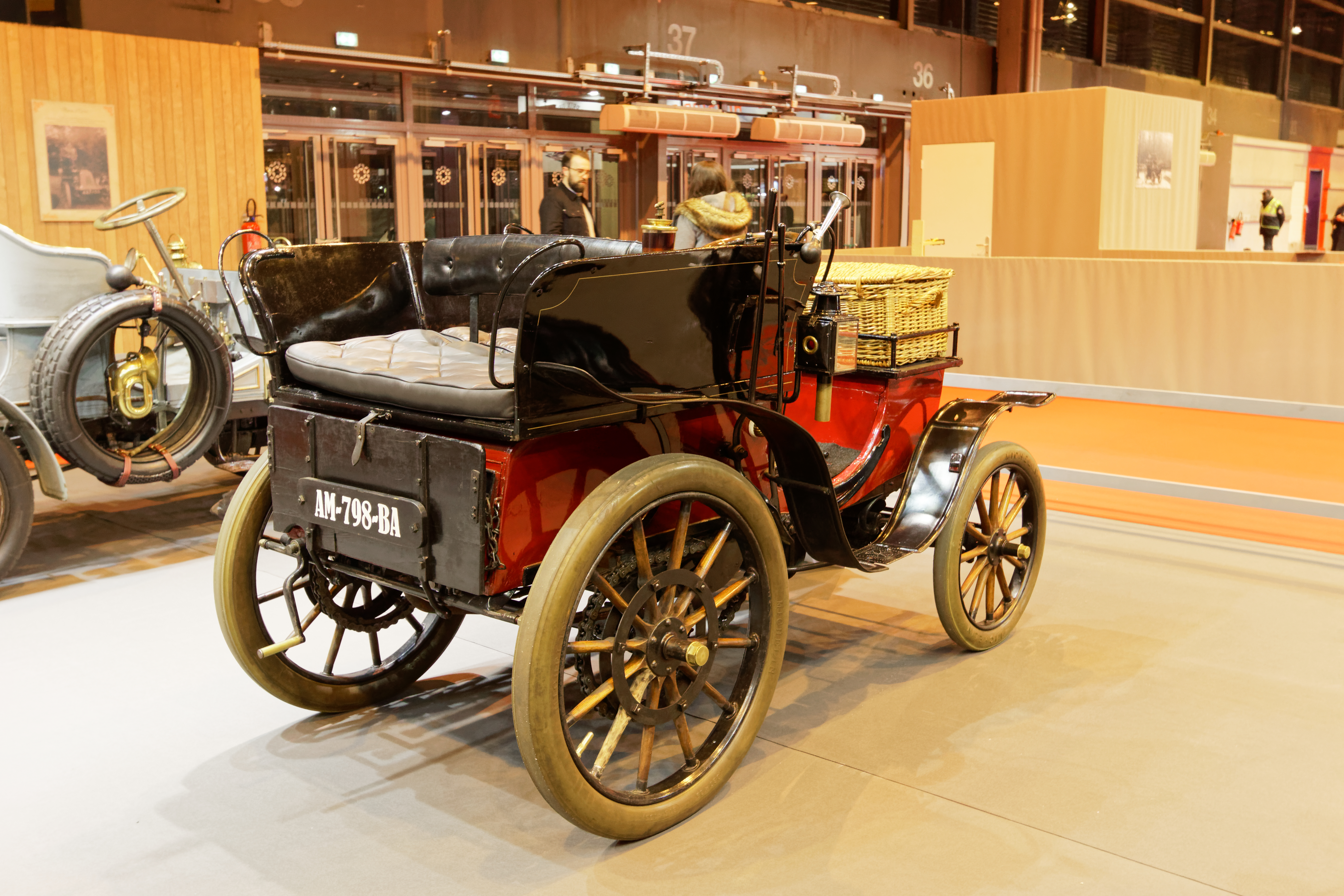
Heckansicht

Stirling’s Motor Carriages Limited war ein britischer Hersteller von Automobilen.

## Unternehmensgeschichte
Das Unternehmen J. & C. Stirling begann 1897 in Hamilton mit der Produktion von Automobilen. 1898 erfolgte die Umbenennung in Stirling’s Motor Carriages Limited und 1902 der Umzug nach Granton bei Edinburgh. 1903 endete die Pkw-Produktion und 1908 die Lkw-Produktion. Vereinzelt entstanden Karosserien für andere Hersteller, etwa der Pennington Raft Victoria von Pennington.

## Fahrzeuge
Zwischen 1897 und 1902 wurden die Modelle 4 HP und 12 HP hergestellt, die mit Einbaumotoren der Daimler Motor Company ausgestattet waren und daher auch als Stirling-Daimler bezeichnet wurden.
Außerdem gab es ab 1900 das Modell 5 HP, eine Lizenzfertigung des von Arthur Constantin Krebs entworfenen französischen Clément-Panhard mit einer Weiterentwicklung des Daimler-Einzylindermotors von Panhard & Levassor und aus einfuhrtechnischen Gründen mit eigenen Karosserien. Dieses Fahrzeug war auch als Stirling-Panhard und Clément-Stirling bekannt. Es war eines der ersten konsequent auf Leichtbau ausgerichteten Automobile mit vielen technischen Neuerungen wie einem Fahrgestell aus geschweißten Stahlrohren und der ersten selbstnachstellenden Lenkung. Hiervon wurden etwa 200 Fahrzeuge hergestellt.
Ein Fahrzeug dieser Marke wird gelegentlich beim London to Brighton Veteran Car Run eingesetzt.